# Lingua hadza
La lingua hadza è una lingua parlata nell'Africa orientale (Tanzania). È conosciuta anche con varianti di questo nome (hadzabi 'gli Hadza', hadzapi 'sono Hadza', hadzane 'alla maniera Hadza', hatsa [ortografia tedesca]) o con altri nomi (kangeju [ortografia tedesca], kindiga, e Swahili tindiga, kitindiga [la lingua], watindiga [le persone]).
La lingua hadza è parlata da circa 1 000 persone dell'omonima etnia stanziate lungo le coste del lago Eyasi in Tanzania, uno degli ultimi popoli di cacciatori-raccoglitori dell'Africa. Nonostante il numero di parlanti sia estremamente basso, la lingua non viene considerata ad immediato rischio di scomparsa dal momento che viene usata da parlanti di tutte le fasce di età.
Lo hadza è contraddistinta (come tutte le cosiddette lingue khoisan) dalla presenza di numerose consonanti clic (prodotte facendo schioccare la lingua contro il palato o contro i denti); i clic di base della lingua hadza sono quattro clic dentali, quattro clic laterali e quattro clic postalveolari. Ha anche consonanti eiettive.
Dal punto di vista classificatorio lo hadza costituisce una lingua isolata.